# Argentina ved sommer-OL 1928
Argentina deltager i Sommer-OL 1928. 81 sportsudøvere fra Argentina deltog i tolv sportsgrene under Sommer-OL 1928 i Amsterdam. Argentina kom på en 12. plads med tre guld-, tre sølv- og en bronzemedalje. Bokseren Héctor Méndez var Argentinas flagbærer under åbningsceremonien. 

## Medaljer
| 1928 Amsterdam | Guld | Sølv | Bronze | Total |
| Argentina      | 3    | 3    | 1      | 7     |

## Medaljevindere
| Argentina ved sommer-OL 1928 i Amsterdam | Argentina ved sommer-OL 1928 i Amsterdam | Argentina ved sommer-OL 1928 i Amsterdam | Argentina ved sommer-OL 1928 i Amsterdam |
| Medaljer                                 | Udøver | Sport                                    | Øvelse                                   |
| ---------------------------------------- | --- | ---------------------------------------- | ---------------------------------------- |
| Guld                                     | Víctor Avendaño | Boksning                                 | Letsværvægt                              |
| Guld                                     | Arturo Rodríguez Jurado | Boksning                                 | Sværvægt                                 |
| Guld                                     | Alberto Zorrilla | Svømning                                 | 400 m fri, mænd                          |
| Sølv                                     | Raul Landini | Boksning                                 | Weltervægt                               |
| Sølv                                     | Victor Peralta | Boksning                                 | Fjervægt                                 |
| Guld                                     | Ludovico Bidoglio Ángel Bossio Saul Calandra Alfredo Carricaberry Roberto Cherro Octavio Diaz Juan Evaristo Manuel Ferreira Enrique Gainzarain Ángel Médici Luis Monti Pedro Ochoa Rodolfo Orlandini Raimundo Orsi Fernando Paternoster Feliciano Perducca Domingo Tarasconi Adolfo Zumelzú | Fodbold                                  | Fodbold, mænd                            |
| Bronze                                   | Roberto Larraz Raúl Anganuzzi Luis Lucchetti Héctor Lucchetti Carmelo Camet | Fægtning                                 | Fleuret, holdkonkurrence                 |